# Burnupena denseliriata
Burnupena denseliriata is een soort in de klasse van de Gastropoda (Slakken).
Het dier komt uit het geslacht Burnupena en behoort tot de familie Buccinidae. Burnupena denseliriata werd in 1999 beschreven door Dempster & Branch.